# Loxocalyx
Loxocalyx  é um gênero botânico da família Lamiaceae

## Espécies
- Loxocalyx ambiguus
- Loxocalyx quinquenervius
- Loxocalyx urticifolius
- Loxocalyx vaniotiana